# دانيال جي. ماكدونالد
دانيال جي. ماكدونالد هو فلاح وسياسي كندي، ولد في 23 يوليو 1918 في جزيرة الأمير إدوارد في كندا، وتوفي في 30 سبتمبر 1980. نشط حزبياً في الحزب الليبرالي الكندي. وقد انتخب عضو مجلس العموم الكندي.